# Revelation (Ultravox)
Revelation è il nono album del gruppo inglese Ultravox, pubblicato nel 1993.
È il primo album registrato dopo lo scioglimento del gruppo nel 1988. Il violinista originale Billy Currie, detentore del marchio Ultravox, ha formato il gruppo con altri musicisti mantenendone il nome.

## Tracce
1. I Am Alive (Currie/Fenelle/Gammons) – 4.56
2. Revelation (Currie/Fenelle/Gammons) – 4.06
3. Systems of Love (Currie/Fenelle/Gammons) – 4.32
4. Perfecting the Art of Common Ground (Currie/Fenelle/Laffy) – 5.17
5. The Great Outdoors (Currie/Fenelle) – 4.12
6. The Closer I Get to You (Currie/Fenelle) – 4.13
7. No Turning Back (Currie/Fenelle) – 4.21
8. True Believer (Currie/Fenelle/Gammons) – 4.56
9. Unified (Currie/Fenelle) – 4.27
10. The New Frontier (Currie/Fenelle/Gammons) – 4.43

## Formazione
- Billy Currie: violino, sintetizzatore, tastiere
- Tony Fenelle - voce, chitarra
- Gerry Laffy - chitarra
- Neal Wilkinson - batteria
- Richard Niles – arrangiamento e direzione archi
- Jackie Williams - cori